# Copa Juan Pinto Duran 1971
Copa Juan Pinto Duran 1971 – trzecia edycja turnieju towarzyskiego o Puchar Juana Pinto Durana między reprezentacjami Urugwaju i Chile rozegrana w 1971 roku.

## Mecze
| 27 października Montevideo |  | Urugwaj | 3 | - | 0 | Chile |

| 3 listopada Santiago |  | Chile | 5 | - | 0 | Urugwaj |

## Końcowa tabela
| M | Reprezentacja | L.m. | Zw. | Rem. | Por. | Bramki | R.br. | Pkt |
| 1 | Chile         | 2    | 1   | 0    | 1    | 5:3    | +2    | 2   |
| 2 | Urugwaj       | 2    | 1   | 0    | 1    | 3:5    | -2    | 2   |

Triumfatorem turnieju Copa Juan Pinto Duran 1971 został zespół Chile.